# Styela suluensis
Styela suluensis är en sjöpungsart som beskrevs av Monniot, F. 2003. Styela suluensis ingår i släktet Styela och familjen Styelidae. Inga underarter finns listade i Catalogue of Life.